# Grand Louvre

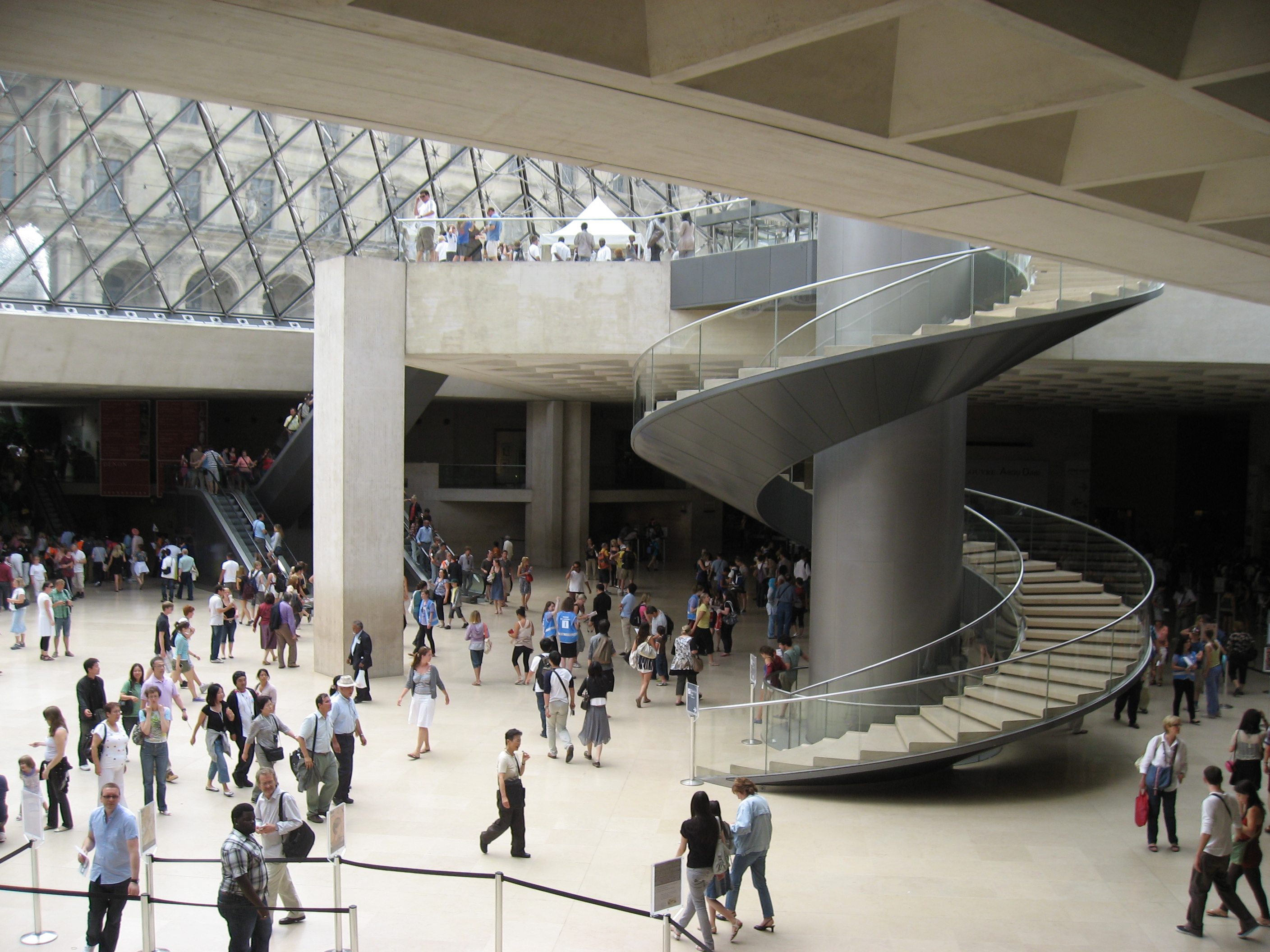
Podzemí hala pod vstupní pyramidou

Grand Louvre (česky Velký Louvre) je název projektu francouzského prezidenta Françoise Mitterranda týkající se muzea Louvre, kdy byl celý palác Louvre přebudován výhradně pro muzejní účely a došlo k vystěhování Ministerstva financí z komplexu. Plán byl součástí prezidentovy obnovy Paříže pod názvem Grands Travaux (Velká díla). V rámci obnovy města vznikly i další projekty jako nové sídlo Francouzské národní knihovny, Opéra Bastille nebo La Grande Arche.

## Vznik projektu
Na začátku svého prvního mandátu François Mitterrand nařídil ministrovi kultury Jackovi Langovi nabídnout mu nápady na projekt Grands travaux. Ten mu poradil rozšířit muzeum Louvre rovněž do křídla Richelieu, kde sídlilo ministerstvo financí, a které bude přemístěno do nové budovy ve čtvrti Bercy, což byl projekt, o kterém uvažoval již ředitel národních muzeí Henri Verne v roce 1927. François Mitterrand oficiálně ohlásil tento projekt 24. září 1981. Toto rozhodnutí doprovázela reorganizace sbírek a architektonické úpravy budovy paláce. K realizaci projetu Grand Louvre byl vybrán americký architekt čínského původu I. M. Pei, který řídil práce v letech 1981-1999.
Dne 2. listopadu 1983 byla založena organizace Établissement public du Grand Louvre (Veřejné zařízení Grand Louvre) s posláním rozvíjet oblast Louvru a Tuileries. O deset let později byl Louvre u příležitosti svého 200. výročí založení rozšířen o téměř 30 000 metrů2 díky otevření křídla Richelieu pro veřejnost.
Po dokončení prací zahrnuje prostor celého paláce přes 40 hektarů uprostřed Paříže a samotné muzeum má 60 000m2 pro stálou expozici, což z něj činí třetí největší muzeum na světě po Metropolitním muzeu umění v New Yorku a Ermitáži v Petrohradě.

## Pyramida
Největší polemiku v projektu vyvolala stavba skleněné pyramidy na Napoleonově nádvoří, která dnes slouží jako hlavní vstup do podzemní haly umožňující přístup do všech částí muzea. Tehdejší starosta Paříže Jacques Chirac byl skeptický a navrhoval nejprve vybudovat maketu v reálné velikosti, která by ukázala, jak bude pyramida zasahovat do okolního prostředí. Starosta souhlasil poté, co byla přijata jeho žádost o zřízení podzemního parkoviště pro autobusy s turisty, které blokovaly nábřeží Seiny.